# Lijst van weg- en veldkapellen in Brunssum
Dit is een lijst van veldkapellen in de gemeente Brunssum. Kapelletjes komen vooral in het zuiden van Nederland voor en werden dikwijls gebouwd ter verering van een heilige.
| Kapel                             | Adres                 | Plaats              | Bouwperiode | Architect | Foto                      |
| --------------------------------- | --------------------- | ------------------- | ----------- | --------- | ------------------------- |
| Mariakapel (niskapel)             | Bouwbergstraat        | Brunssum            | 1953        |           |                           |
| Heilige-Familiekapel (gevelkapel) | Pastoor Hagenstraat 2 | Brunssum            |             |           |                           |
| Heilig-Hartkapel Clemensdomein    | Groeneweg             | Onderste Merkelbeek |             |           |                           |
| Lourdesgrot Clemensdomein         | Groeneweg             | Onderste Merkelbeek |             |           | Lourdesgrot Clemensdomein |
| Onze-Lieve-Vrouw-van-Banneuxkapel | Schildstraat 46       | Treebeek            |             |           |                           |

Beek ·
Beekdaelen ·
Beesel ·
Bergen ·
Brunssum ·
Echt-Susteren ·
Eijsden-Margraten ·
Gennep ·
Gulpen-Wittem ·
Heerlen ·
Horst aan de Maas ·
Kerkrade ·
Landgraaf ·
Leudal ·
Maasgouw ·
Maastricht ·
Meerssen ·
Mook en Middelaar ·
Nederweert ·
Peel en Maas ·
Roerdalen ·
Roermond ·
Simpelveld ·
Sittard-Geleen ·
Stein ·
Vaals ·
Valkenburg aan de Geul ·
Venlo ·
Venray ·
Voerendaal ·
Weert